# Fiat Marengo
De verschillende modellen van de Fiat Marengo zijn de lichte bedrijfswagenversies van door de Italiaanse autofabrikant FIAT geproduceerde stationwagens.

## Geschiedenis
Marengo is de Italiaanse benaming van de voormalige Franse gouden munt Napoleon, deze sloot geheel aan bij de gewoonte van Fiat om hun bedrijfswagenmodellen te vernoemen naar oude munten, zoals de Fiat Ducato (dukaat), Fiat Talento (talent), Fiat Penny (penning), Fiat Fiorino (florijn) en meer recent de Fiat Doblò (dubloen) en de Fiat Scudo (scudo).
Fiat heeft de gewoonte om hun bedrijfswagenmodellen anders te noemen dan de auto's waarvan ze zijn afgeleid, in het geval van de Marengo zijn het bestelwagenversies van de middenklasse stationwagens, te beginnen met de Fiat 131 Marengo in 1979 en vervolgens de Regata, Tempra en Marea. De Marengo's hebben slechts twee stoelen en zijn alleen uitgerust met dieselmotoren. De naam ging in 2001 met pensioen en werd opgevolgd door de bestelwagenversie van de Fiat Stilo Multiwagon.

### Eerste generatie

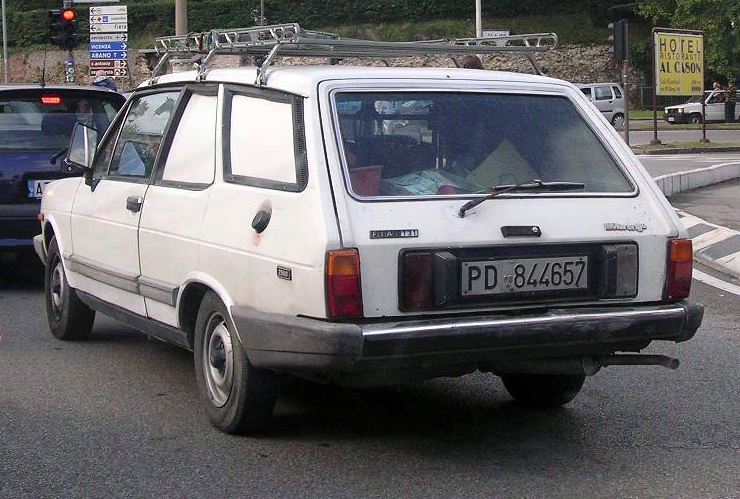
Eerste generatie (131)

De eerste versie werd geïntroduceerd in 1979 en was een driedeurs bestelwagenversie van de Fiat 131. In tegenstelling tot de volgende modellen had deze een unieke carrosserie, aangezien er geen andere driedeursversie van de 131 op de markt was. Hij werd verkocht als de 131 Marengo. Naast het ontbreken van achterdeuren onderscheidde de Marengo zich van de 131 Panorama door de aanwezigheid van een veiligheidswand om de bestuurder en de passagier te beschermen tegen bewegende goederen en de afwezigheid van de achterbank om een voldoende groot laadcompartiment te verkrijgen. De achterste zijruiten waren vervangen door panelen van plaatstaal.

### Tweede generatie

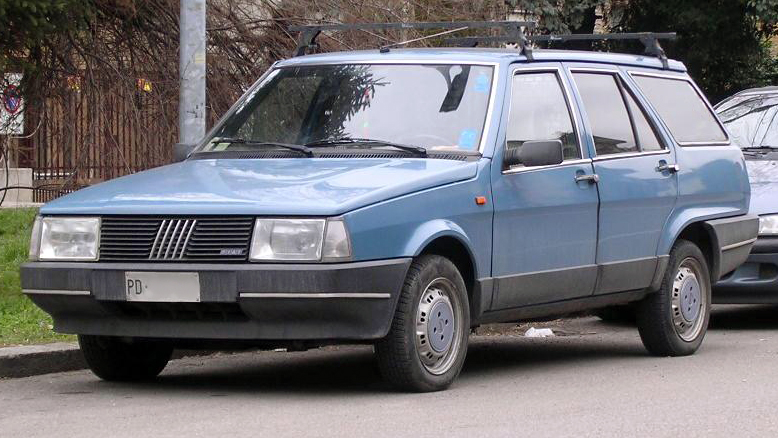
Tweede generatie (Regata)

Een tweede serie werd gelanceerd in 1985 met de carrosserie van de Fiat Regata Weekend waarop hij was gebaseerd. In tegenstelling tot de eerste serie had de carrosserie nu wel achterdeuren. Net als bij zijn opvolgers waren de zijramen aan de achterzijde zwart gemaakt. In tegenstelling tot de Regata, met zijn vier motoropties, was de Marengo alleen verkrijgbaar met een dieselmotor van 1.929 cc met een vermogen van 65 pk (48 kW). De nieuwe serie had een grotere bagageruimte en een laadvermogen van 430 kg.

### Derde generatie

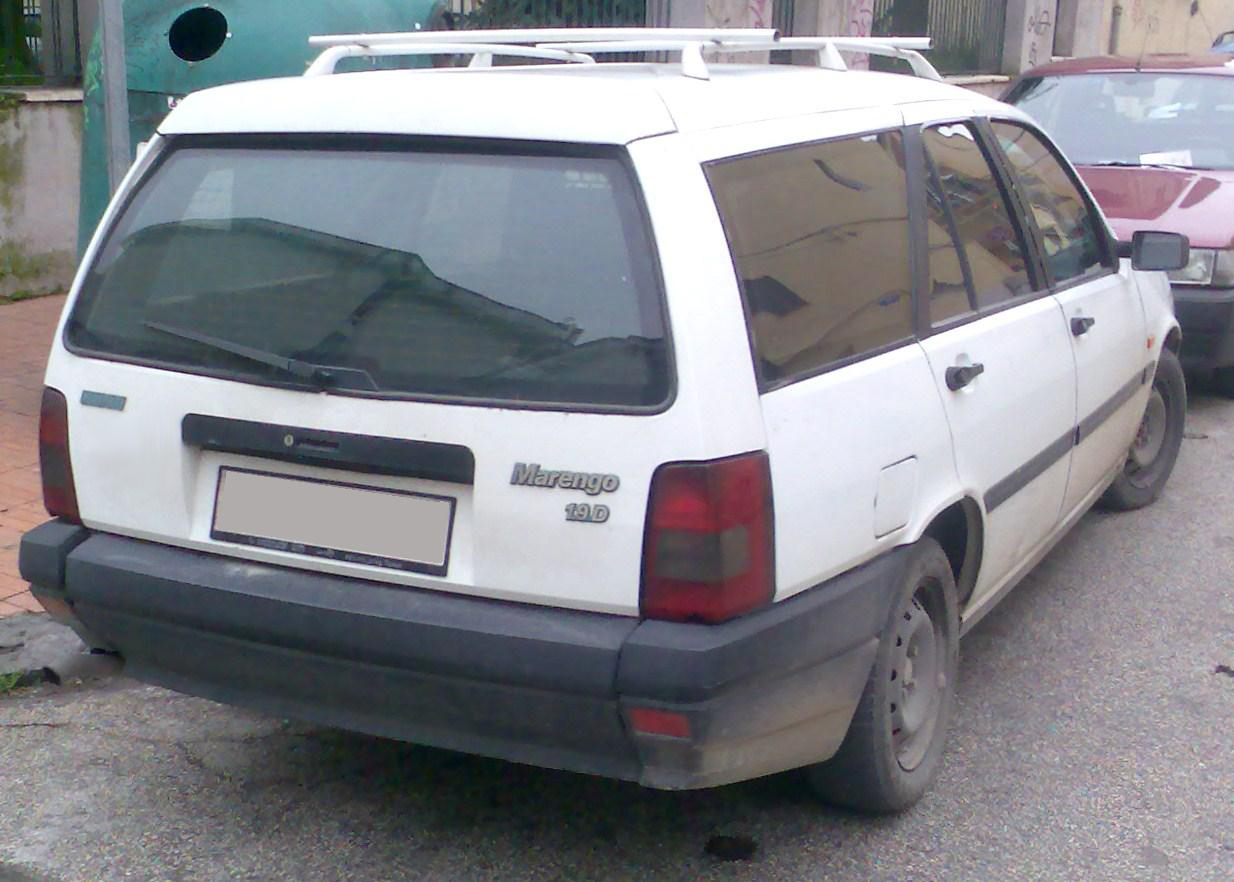
Derde generatie (Tempra)

Toen de Regata Weekend in 1990 werd vervangen door de Tempra SW, volgde de nieuwe Marengo in 1991. De motor bleef hetzelfde, hoewel er ook een turbodiesel aan het assortiment werd toegevoegd.

### Vierde generatie
De op de Tempra gebaseerde Marengo werd in 1997 vervangen door een versie op basis van de nieuwe Marea. Net als zijn voorgangers heeft de vierde Marengo een robuuster interieur en kunnen de achterdeuren niet van binnenuit worden geopend. In deze nieuwe versie is de beschikbare bagageruimte opnieuw toegenomen terwijl airbags vooraan, airconditioning en een radio met cassettespeler tot de mogelijkheden behoorden
De Marea ging in 2003 uit productie en werd in 2006 vervangen door de Fiat Linea die noch een stationwagen noch een bestelwagenversie heeft. De bestelwagenversie van de Fiat Stilo Multiwagon (2003) nam dezelfde plaats in op de markt en kan daarmee worden beschouwd als opvolger van de Marengo.
Huidige modellen: 
124 Spider ·
500 ·
500e ·
500L ·
500X ·
600 ·
Aegea ·
Argo ·
Cronos · 
Doblò · 
Ducato ·
Fiorino ·
Fullback ·
Linea ·
Palio · 
Panda · 
Punto · 
Qubo ·
Scudo · 
Siena ·
Strada ·
Tipo · 
Ulysse
Historische modellen na de Tweede Wereldoorlog: 
124 · 
125 · 
126 · 
127 · 
128 · 
130 · 
131 · 
132 · 
133 · 
147 · 
148 · 
242 ·
500 ·
600 · 
600 Multipla · 
850 · 
1100 · 
1200 · 
1300/1500 · 
1400/1900 · 
1800/2100 · 
2300 · 
Albea ·
Argenta · 
Barchetta · 
Bianchina ·
Bravo · 
Brío · 
Campagnola · 
Cinquecento · 
Coupé · 
Croma · 
Dino · 
Duna · 
Elba ·
Fiorino ·
Freemont ·
Grande Punto ·
Idea ·
Marea · 
Marengo · 
Mod 5 · 
Multipla · 
Oggi · 
Panorama · 
Penny · 
Prêmio · 
Regata · 
Ritmo · 
Sedici ·
Seicento · 
Spazio · 
Stilo ·
Talento · 
Tempra · 
Tipo · 
Turbina · 
Uno · 
Vivace · 
X1/9
Historische modellen voor de Tweede Wereldoorlog: 
1 · 
1T · 
10 HP · 
12 HP · 
24 HP · 
2B Torpedo · 
4 HP · 
501 · 
502 · 
503 · 
505/507 · 
508 · 
509 · 
510/512 · 
514 · 
515 · 
518 · 
519 · 
520 · 
521 · 
522 · 
524 · 
525 · 
527 · 
60 HP · 
70 · 
801 · 
1100 · 
1500 · 
2800 · 
Brevetti · 
Laundolet · 
Modello O · 
Tipo 2 · 
Tipo Torpedo · 
Topolino · 
Zero